# Jeanne Altmann
Jeanne Altmann (* 18. März 1940 in New York City) ist eine US-amerikanische Verhaltensforscherin, die sich besonders mit Steppenpavianen befasste.

## Leben
Altmann studierte zunächst Mathematik an der University of Alberta mit dem Bachelor-Abschluss 1962 (sie folgte dabei ihrem Ehemann Stuart Altmann, den sie 1959 geheiratet hatte) und erhielt ihren Abschluss als Mathematiklehrerin (MAT) 1969 an der Emory University. Sie studierte danach an der University of Chicago Biologie und wurde dort 1979 über Verhaltensforschung an Pavianen promoviert. Von 1963 bis 1965 war sie Research Associate an der University of Alberta, und von 1965 bis 1967 und 1969/70 arbeitete sie am Yerkes Regional Primate Research Center in Atlanta. Ab 1970 forschte sie an der University of Chicago, an der sie Associate Professor wurde und 1989 eine volle Professor erhielt. Sie war ab 1985 auch Kuratorin für Primaten bei der Chicago Zoological Society. Ab 1998 lehrte sie an der Princeton University als Professorin für Evolutionsbiologie.

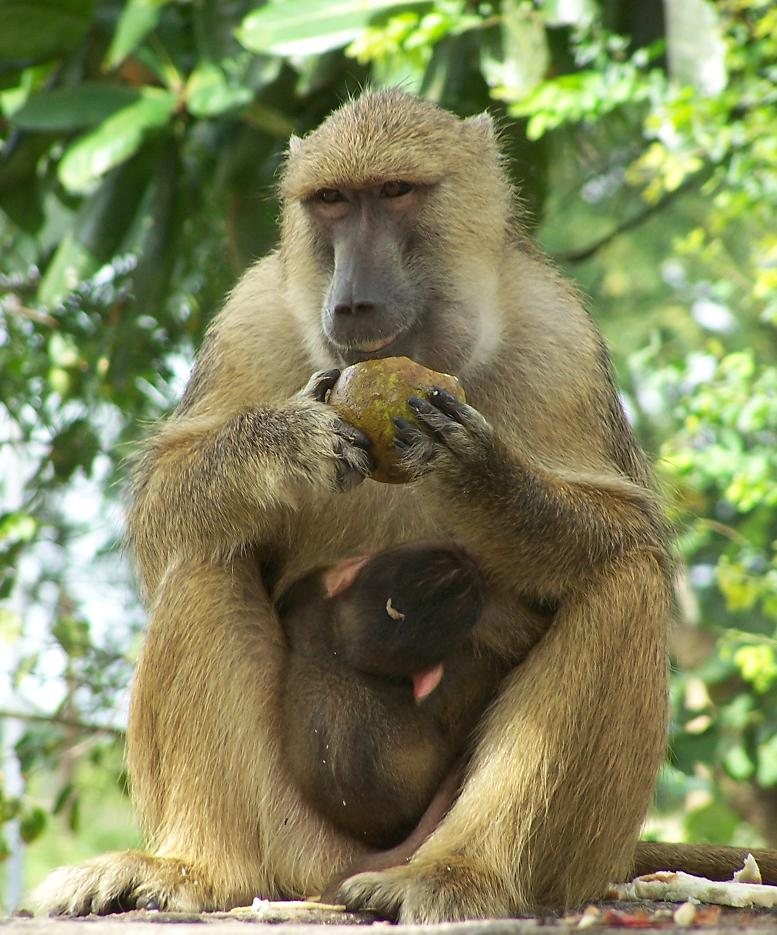
Steppenpavian mit Jungem beim Essen

Sie war Gründerin (mit Stuart Altmann) und Leiterin des Amboseli Baboon Research Project, das seit 1971 im Amboseli-Nationalpark in Kenia durchgeführt wird (später teilte sie sich die Leitung mit Susan C. Alberts, ihrer ehemaligen Doktorandin). 1989/90 war sie Honorary Lecturer für Zoologie an der Universität Nairobi. Sie untersuchte unter anderem Familienbeziehungen und Eltern-Kind-Beziehungen, Lebensgeschichten und Demographie, Entwicklung des Verhaltens und der Sozialbeziehungen von der Kindheit an. Außerdem unterrichtete sie über Artenschutz und forschte, wie Paviane am besten geschützt werden können. Später bezog sie auch genetische Analysen der Pavian-Populationen mit ein.
Von ihr stammt ein vielzitierter Aufsatz von 1974 über (statistische) Methoden der Verhaltensbeobachtung bei Tieren. Dabei kam ihr ihr mathematischer Hintergrund zugute.
1959 heiratete sie den Verhaltensforscher Stuart Altmann (1930–2016, Professor in Chicago), mit dem sie einen Sohn und eine Tochter hat und mit dem sie zusammenarbeitete.
Sie ist Fellow der National Academy of Sciences (2003), der American Academy of Arts and Sciences (1996), der American Association of Zoological Parks and Aquariums, der Animal Behaviour Society und Mitglied der American Philosophical Society (2020). Von 1978 bis 1982 war sie Herausgeberin von Animal Behaviour. 2013 erhielt sie den Sewall Wright Award und 2014 den Lifetime Achievement Award der International Primatological Society. 2022 wurde ihr der BBVA Foundation Frontiers of Knowledge Award in der Kategorie „Ökologie und Naturschutzbiologie“ zugesprochen.

## Schriften (Auswahl)
Außer die in den Fußnoten zitierten Arbeiten.
- mit Stuart Altmann: Baboon Ecology. African Field Research, University of Chicago Press 1970.
- mit Stuart Altmann u. a.: Life history of yellow baboons: physical development, reproductive parameters, and infant mortality, Primates, Band 18, 1977, S. 315–330.
- Baboon Mothers and Infants, University of Chicago Press 2001.
- mit Susan C. Alberts: Balancing costs and opportunities: dispersal in male baboons,  American Naturalist, Band 145, 1995, S. 279–306.
- mit Susan Alberts u. a.: Behaviour predicts genes structure in a wild primate group, Proc. Nat. Acad. Sci. USA, Band 93, 1996, S. 5797–5801.
- mit Joan B. Silk, Susan C. Alberts: Social bonds of female baboons enhance infant survival, Science, Band 302, 2003, S. 1231–1234. PMID 14615543.